# Zingiber longibracteatum
Zingiber longibracteatum là một loài thực vật có hoa trong họ Gừng. Loài này được Ida Theilade miêu tả khoa học đầu tiên năm 1999. Tên thông thường tiếng Thái: kaput chang.

## Mẫu định danh
Mẫu định danh bao gồm: 
- Zingiber longibracteatum: Maxwell J.F. 75-878; thu thập ngày 15 tháng 8 năm 1975, ở cao độ 150 m, tọa độ 7°33′0″B 99°47′30″Đ / 7,55°B 99,79167°Đ rừng thường xanh trên núi đá vôi, Vườn quốc gia Khao Chong, tỉnh Trang, Thái Lan. Mẫu holotype lưu giữ tại Đại học Aarhus, Đan Mạch (AAU), các isotype lưu giữ tại Văn phòng Bảo hộ các loại thực vật ở Băng Cốc (BK) và Naturalis ở Leiden, Hà Lan (L).[2][5]
- Zingiber mythianum: Hamid & Lim C.K. L4455; thu thập ngày 1 tháng 10 năm 2001, tọa độ 6°30′11″B 100°14′46″Đ / 6,50306°B 100,24611°Đ, bang Perlis, Malaysia. Mẫu holotype lưu giữ tại Viện Nghiên cứu Rừng Malaysia ở Kepong, Selangor (KEP), isotype lưu giữ tại Vườn Thực vật Singapore (SING).

## Phân bố
Loài này được tìm thấy ở tây nam và phần bán đảo của Thái Lan (các tỉnh Chumphon, Krabi, Phang Nga, Phuket, Prachuap Khiri Khan, Ranong, Surat Thani, Trang) cũng như ở tây bắc Malaysia bán đảo (bang Perlis). Môi trường sống là trong rừng thường xanh (thường là nguyên sinh), tại những khu vực có bóng râm, trên sườn dốc gần suối, cao độ 50–150 m.

## Phân loại
Z. longibracteatum được xếp trong tổ Cryptanthium.

## Mô tả
Chồi lá cao 80–200 cm. Các bẹ lá nhẵn nhụi với mép màu nâu hạt dẻ. Lưỡi bẹ 2 thùy, dài tới 2 cm, màu nâu hạt dẻ, đáy thường thưa lông, mép khô xác, đỉnh thuôn tròn. Cuống lá 0,5–1 cm, màu nâu hạt dẻ về phía đáy. Lá thuôn dài, 45-60 × 10–12 cm, mặt dưới có lông lụa áp ép, đáy hình nêm, thường cuốn trong ở trạng thái khô làm cho cuống lá dường như dài hơn, đỉnh nhọn thon. Cuống cụm hoa mọc từ thân rễ, phủ phục, dài 5–15 cm, nhẵn nhụi. Cụm hoa lỏng lẻo, hình elipxoit, 7-10 × 3 cm, đỉnh nhọn. Lá bắc xếp lợp lỏng lẻo, thẳng tới hình mác, 5-7 × 1–2 cm, màu đỏ, từ nhẵn nhụi tới thưa lông, đỉnh nhọn. Lá bắc con thẳng tới hình mác, 4-6 × 1-1,5 cm, màu đỏ, cuốn trong khi khô. Đài hoa dài 2,5 cm, màu đỏ nhạt. Tràng hoa dài 7 cm, ống tràng màu ánh hồng ánh trắng, các thùy màu ánh đỏ; thùy tràng lưng 3 x 1,3 cm; các thùy tràng bên 2,5 × 1 cm. Cánh môi 7 cm, màu tía ánh vàng nhạt với đốm màu nâu hạt dẻ nhiều hay ít; thùy giữa hình elip, 1,5 × 0,8 cm, ngắn hơn hoặc bằng các thùy tràng bên, màu ánh vàng sáng hơn so với các thùy bên của cánh môi; các thùy bên thuôn tròn, 0,8 cm. Bao phấn màu kem tới vàng sáng. Phần phụ bao phấn màu nâu hạt dẻ. Quả nang hình elipxoit, dài 4–5 cm, màu xanh lục chuyển thành da cam, nhẵn nhụi tới thưa lông, mặt trong của vỏ quả ngoài màu da cam. Ra hoa tháng 7-8, tạo quả tháng 9-10.
Z. longibracteanum tương tự như Z. pardocheilum ở Ấn Độ ở chỗ có lưỡi bẹ dài, 2 thùy, lá thuôn dài, cuống cụm hoa phủ phục, lá bắc, đài hoa và các thùy tràng hoa màu đỏ, cánh môi màu tía nhưng khác ở chỗ các chồi lá cao hơn, lá to hơn, cuống cụm hoa dài hơn, cụm hoa hình elipxoit với các lá bắc và lá bắc con thẳng-hình mác dài hơn cũng như phần phụ bao phấn màu nâu hạt dẻ.
Z. longibracteanum tương tự như Z. newmanii ở chỗ có chồi lá cao, cuống cụm hoa phủ phục và cánh môi màu tía nhưng khác ở chỗ lưỡi bẹ của nó dài màu nâu hạt dẻ, các lá to hơn với long lụa mặt dưới và cụm hoa nhỏ hơn với các lá băc và lá bắc con thẳng-hình mác.